# Atrichopogon albiscapula
Atrichopogon albiscapula är en tvåvingeart som beskrevs av Jean-Jacques Kieffer 1918. Atrichopogon albiscapula ingår i släktet Atrichopogon och familjen svidknott. Inga underarter finns listade i Catalogue of Life.